# Hyaenodon
Hyaenodon ist eine Gattung der ausgestorbenen Säugetierordnung Creodonta oder Urraubtiere, innerhalb derer es zur Familie der Hyaenodontidae gehört. Die Gattung zählte zu den spätesten Gattungen dieser Familie und ist vor allem aus dem späten Eozän und dem frühen Oligozän, aber auch aus dem späten Oligozän in zahlreichen kleineren und mittelgroßen Arten bekannt. Im frühen Miozän waren nur noch einige wenige Arten übrig. 1993 wurden 42 Arten der Gattung unterschieden. Überreste der weitverbreiteten Gattung sind aus Nordamerika, Europa, Asien und Afrika bekannt. Einige Arten der Gattung zählten zu den mächtigsten terrestrischen Fleischfressern ihrer Zeit, andere fallen durch ihre besonders geringe Körpergröße, die nur etwa der eines heutigen Marders entspricht, auf.

## Arten und Verbreitung

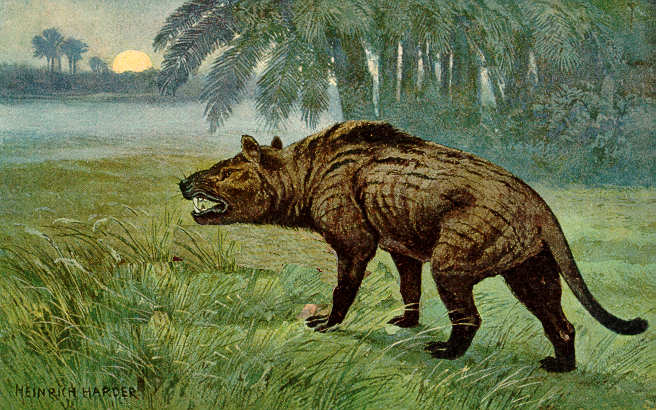
Lebensbild. Gemalt von Heinrich Harder um 1920

In Nordamerika verschwanden die letzten Hyaenodon mit Arten wie H. brevirostris im späten Oligozän, in Europa mit Arten wie H. milloquensis, H. bavaricus und H. leptorhynchus ebenfalls im späten Oligozän. Aus dem Miozän Afrikas sind ebenfalls drei Arten (H. andrewsi, H. matthewi und H. pilgrimi) bekannt, die gelegentlich in eine eigene Gattung Isohyaenodon gestellt werden. Keine dieser Arten erreichte allerdings die Dimensionen der asiatischen Arten, wie H. gigas und H. weilini. Die letzte eurasische Art scheint H. weilini aus dem frühen Miozän gewesen zu sein.
Vor allem aufgrund der Größenunterschiede, aber auch aufgrund anderer morphologischer Merkmale unterscheidet man zwei Untergattungen: Neohyaenodon mit größeren Arten und Protohyaenodon mit kleineren.
Derzeit unterscheidet man mehr als ein halbes Dutzend Arten von Hyaenodon im späten Paläogen Asiens. H. pervagus aus dem frühen Oligozän, H. eminus aus dem späten Eozän, H. yuanchensis aus dem Mittleren Eozän sowie H. mongoliensis, H. incertus, H. gigas und H. chunkhtensis. Die frühmiozäne Art H. weilini ist dabei deutlich größer als andere Arten der Gattung mit Ausnahme von H. gigas und der ähnlichen Art H. mongoliensis. Dem gegenüber handelt es sich bei H. pumilus aus dem Oberen Eozän um den bisher kleinsten Vertreter. Die Art wurde im Jahr 2019 anhand eines Unterkiefers aus Ergileen Dzo in der südöstlichen Mongolei eingeführt.

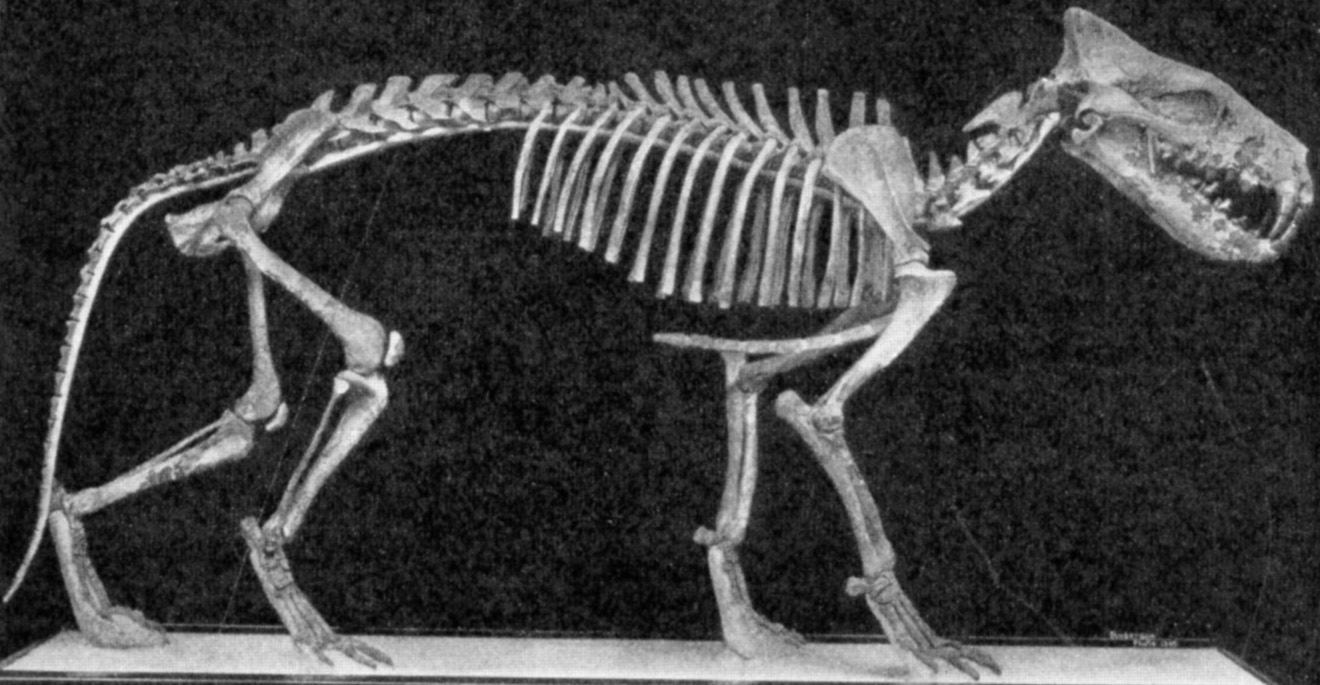
Skelettrekonstruktion von Hyaenodon horridus

Zu den größeren Hyaenodon (Untergattung Neohyaenodon) des späten Eozäns zählen die nordamerikanischen Arten H. horridus, die auch im Oligozän vorkam, H. montanus und H. megaloides. Eine kleinere Art des frühesten Oligozäns war H. crucians. Genauere Schätzwerte bezüglich des Gewichts für Hyaenodon sind schwer zu ermitteln, da die Tiere im Vergleich zu heutigen Raubtieren überdimensional große Schädel besaßen. Demnach erhält man für H. horridus Werte, die mit 32 kg beziehungsweise 153 kg sehr weit auseinander liegen, je nachdem, ob man die Schädellänge oder die Kopf-Rumpf-Länge als Vergleichsbasis für die Berechnungen heranzieht. Neuere Studien ergeben, dass ausgewachsene H. horridus etwa 40 kg gewogen haben dürften und 60 kg nicht überschritten. H. crucians aus dem frühen Oligozän Nordamerikas wird mit etwa 10 bis 25 kg geschätzt. Die beiden späteozänen Arten H. microdon und H. mustelinus waren kleiner und wogen nur etwa 5 kg.
Zu diesen besonders kleinen Formen zählen auch die eurasischen Arten H. filholi und H. rossignoli aus dem späten Eozän bis Oligozän Europas und H. chunkhtensis aus dem Oligozän Asiens.